# 滝澤行雄
滝澤 行雄（たきざわ ゆきお、1932年12月8日 - ）は、日本の医学者、医師。秋田大学名誉教授。

## 略歴・人物
1932年（昭和7年）長野県塩尻市生まれ。1951年（昭和26年）長野県松本県ヶ丘高等学校卒業。1957年（昭和32年）新潟大学医学部医学研究科卒業。専攻分野は公衆衛生。以降、新潟大学助教授、秋田大学教授、金沢大学放射線実験施設教授（併任）。国立水俣病総合研究センター所長、同センター顧問、UNEP環境影響評価パネル委員、水俣市助役を歴任。
現在、医療法人財団青葉会理事・老健ホスピア玉川施設長。要職にはOECD化学品セクター検討会委員、WHO有機水銀の健康影響に関する研究協力センター長を務め、UNEP環境影響パネル委員にある。

## 受賞歴
- 1998年「日本酒大賞」
- 2013年「石川記念基金奨励賞」（日本酒造組合中央会）

## 著書
- 『1日2合日本酒いきいき健康法』（柏書房）
- 『Osakeテラピーで健康になる本』（BABジャパン）
- 『メタボとがんに効く魚のチカラ』（同時代社）
- 『酒粕の凄い特効』（宙出版）
- 『日本酒をまいにち飲んで健康になる』（キクロス出版）
- 『悲しいマグロ～放射線と水銀問題を考える』（キクロス出版）